# EyeOS
EyeOS was een opensource- en online besturingssysteem gebaseerd op het principe van cloudcomputing. De software was grotendeels geschreven in PHP, XML en JavaScript. EyeOS kon gezien worden als een platform voor webapplicaties die geschreven zijn met de eyeOS Toolkit. Standaard bevatte eyeOS een desktopomgeving met 67 applicaties. Ook was het mogelijk om met een mobiele telefoon/pda gebruik te maken van eyeOS.

## Basisapplicaties
Hieronder volgt een lijst van verschillende applicaties in eyeOS en een korte beschrijving.
Office
- eyeDocs (tekstverwerker voor het aanpassen/creëren van Microsoft Office-, Open Office-, eyeOS-bestanden)
- eyeSheets (spreadsheetprogramma voor het aanpassen/creëren van Microsoft Office- en Open Office-bestanden)
- eyePresentation
- eyeCalendar (een simpele kalender)
- eyeContacts (hiermee beheert men al zijn contacten)
- eyePdf

Onderwijs
- eyePlot
- eyeCalc

Games
- eyeTetravex
- eyeChess (een schaakspel)

Netwerk
- eyeFeeds (RSS-feeds)
- eyeNav
- eyeMail (SMTP/POP-emailclient)
- eyeBoard
- eyeUpload (hiermee kunnen bestanden van de computer naar de eyeOS-server worden geüpload)
- eyeFTP (FTP-client)
- eyeMessages

Multimedia
- eyeMp3
- eyeVideo